# Full Circle (Aerosmith)
Full Circle è una canzone del gruppo hard rock statunitense Aerosmith, scritta dal cantante della band Steven Tyler e da Taylor Rhodes. Venne estratta nel 1998 come sesto singolo dall'album Nine Lives.

## Live
La canzone venne spesso suonata durante il Nine Lives tour tra il 1997 (anno di pubblicazione dell'album) ed il 1999.
Fu la prima canzone ad essere eseguita dagli Aerosmith nel nuovo millennio, durante un concerto ad Ōsaka, in Giappone.